# フリッツ・ラスプ
フリッツ・ラスプ（Fritz Rasp、1891年5月13日 - 1976年11月30日）は、ドイツの俳優。
バイロイト出身。フリッツ・ラング監督の映画『メトロポリス (1927年の映画)』のSlim役で知られている。

## 出演作品
- メトロポリス (1984年)
- リナ・ブラーケ
- さんざめく舞踏会の夜
- 間諜アゼフ
- 少年探偵団
- 三文オペラ
- 月世界の女
- 倫落の女の日記
- メトロポリス
- 戦く影